# 록키
《록키》(영어: Rocky 로키[*])는 실베스터 스탤론이 주연을 맡은 존 G. 아빌드센 감독의 1976년 영화이다. 후에 록키 2(1979년), 록키 3(1982년), 록키 4(1985년), 록키 5(1990년), 록키 발보아(2006년)의 속편이 제작되었다. 밑바닥 인생을 살던 무명복서가 생각지도 못한 기회를 얻게 되면서 챔피언과의 매치에서 명경기를 만들어내는 영화이다. 빌 콘티의 〈Gonna fly now〉는 록키의 테마 음악으로 널리 알려져 있다. 작품상, 감독상을 포함하여 3개의 아카데미 상을 수상하였다.

## 줄거리
미국 독립 기념 200주년을 맞는 해의 필라델피아. 주인공인 록키 발보아는 이탈리아계 미국인이며 변변한 직업도 없이 사채 수금원일을 겸해서 권투를 하는 무명 복서이다. 가진 거라곤 낡은 아파트와 2마리의 거북이와 금붕어가 전부. 밑바닥 인생의 록키에게 복싱은 자신을 알릴 수 있는 희망이지만, 벌어먹고 사는게 너무나 어렵기에 제대로 트레이닝도 받지 못하고 왼손잡이(사우스포)라는 특징도 겹쳐서 시합은커녕 스파링 파트너나 하는 게 일상이다. 볼품없는 경기장에서 치러지는 시합에서 승리를 해도 록키에게 돌아오는 건 형편없는 액수의 돈과 밀려오는 허무함 뿐. 게다가 록키가 다니는 복싱 체육관의 관장인 미키는 좋은 근성과 재능을 가지고 있으면서도 고리대금업자 하수인 노릇을 하는 록키에게 쓴소릴 하는 통에 록키의 복서인생은 그리 호락호락하지 않았다.
사채 수금원이라는 입장탓에 남을 협박하고 겁줘서 빌린 돈을 뜯어내는 게 일이지만, 폭력을 사용하여 돈을 받아내라는 사채업자의 지시를 못들은 척하고 채무자를 봐주거나, 양아치들과 어울려 다니는 청소년들을 챙기는 등 사실은 매우 순수하고 착한 성격의 소유자다. 록키는 애완동물 가게의 점원이자 친구 폴리의 여동생인 에이드리언에게 마음이 끌려서 가게를 자주 들락거리며 말을 걸지만, 조용한 성격인 에이드리언은 그에게 관심을 보이지 않는다. 그런 에이드리언의 반응에 겸연쩍어 하면서도 계속해서 에이드리언에게 다가가자 그녀도 조금씩 마음을 열며 록키와 데이트를 하면서 점점 그의 인간적인 매력에 반하게 되어 연인사이로 발전한다.
이 무렵, 헤비급 챔피언인 아폴로 크리드는 독립기념일 200주년에 기념일에 맞춰 타이틀 매치의 상대자로 이탈리안 종마라는 별명을 가진 록키를 상대로 지명한다. 패배를 모르는 헤비급 최강자인 그가 한낱 무명선수인 록키에게 타이틀 전을 제시한 이유는 무명 선수에게도 기회를 줌으로써 기회의 땅인 미국의 슬로건에 부합하는 시합을 치르고 싶어서라는데, 사실 아폴로와 타이틀전을 앞둔 상대가 부상을 핑계로 경기를 포기하는 바람에 투자한 돈과 각종 계약등이 깨질 것을 우려하여 급하게 록키를 타이틀전 상대로 지명한 것. (록키의 별명이 '이탈리아의 종마'라는 것이 특이하다는 이유로 지명하였다.) 아폴로는 그를 3라운드 안에 끝내주겠다고 공언한다. 물론 사람들 모두 무적에 가까운 아폴로의 말이 그대로 실현될 것이라 여기고, 록키가 승리할 것이라 생각하는 사람은 아무도 없었다.
생각지도 못한 최고의 기회를 얻게 된 록키였지만 그에게도 이 시합은 이길 가능성이 전무한 경기였고 그 때문에 시합을 받아들인 후에도 갈등하게 된다. 그러던 중 항상 그에게 쓴소릴 하던 미키가 록키를 제대로 트레이닝 해주겠다고 나서고, 오랜 시간 밑바닥 인생에서 살아왔던 록키는 이 세상에 무언가를 보여주기 위해 좋아하던 술과 담배를 끊고 열심히 훈련을 소화한다.
이윽고 시합당일. 대부분의 예상과는 다르게 록키는 아폴로를 1라운드에 1번 다운시키는등 대등한 대결을 벌이며 필사적으로 싸워나간다. 마지막 15라운드까지 가자 록키에게 야유를 보내던 관객들도 감동했는지 록키에게 열렬한 응원을 보낸다. 경기 결과는 아폴로의 판정승이지만, 명시합을 보여준 록키는 사람들의 환호를 받으며 에이드리언과 포옹을 나눈다.

## 제작비화
애초에 이 영화를 제작한 제작사인 차토프 윙클러 프로덕션에서는 록키가 흥행에 실패할 것이라 예상했지만 1년 후 뉴욕 뉴욕을 개봉해서 흥행에 성공할 것이라 생각했기 때문에 록키를 예산을 줄이는 대신 촬영을 감행했다. 결과부터 보자면 뉴욕 뉴욕 덕분에 록키가 촬영될 수 있었던 것이다. 하지만 차토프 윙클러 프로덕션의 예상과는 정반대로 록키가 공전의 대박을 치면서 후속작이 계속 나오게 된 반면 록키를 개봉한 지 1년 후에 개봉한 뉴욕 뉴욕은 적자를 낼 정도로 흥행에 실패했다.

## 출연
- 실베스터 스탤론 - 록키 발보아
- 탈리아 샤이어 - 에이드리언 페니노
- 버트 영 - 폴리 페니노
- 칼 웨더스 - 아폴로 크리드
- 버지스 메러디스 - 미키 골드밀
- 세이어 데이비드 - 조지 "마일스" 저건스
- 조 스피넬 - 토니 가조
- 토니 버턴 - 토니 에버스
- 조 프레이저 - 본인 (카메오 출연)

## 한국판 성우진(KBS, 1985년 7월 28일)
- 이정구 - 로키 (실베스터 스탤론)
- 장유진 - 에이드리안 (탈리아 샤이어)
- 김인배 - 미키 (버제스 메러디스)
- 김병관 - 저겐스 (데이어 데이비드)
- 이완호 - 가조 (조 스피넬)
- 노민 - 폴리 (버트 영)
- 엄주환 - 아폴로 (칼 웨더스)
- 온영삼
- 송두석
- 김성희
- 백진
- 장광